# António de Sousa Faria e Mello
António de Sousa Faria e Mello ComIH (Viana do Alentejo, 4 de Maio de 1942 – Lisboa, 6 de Outubro de 2006) foi um aviador português. Foi o primeiro piloto paraplégico no mundo a atravessar todos os oceanos sozinho, e fez por duas vezes a viagem de volta ao globo.

## Biografia

### Nascimento e formação
Sousa Faria e Mello nasceu na vila de Viana do Alentejo em 4 de Maio de 1942, filho de Luís de Sousa Faria e Melo e de Alice Campos Faria e Melo.
Frequentou a escola de pilotagem do Aero Club de Portugal, em Lisboa, onde tirou o brevet de piloto privado, aos 19 anos de idade.

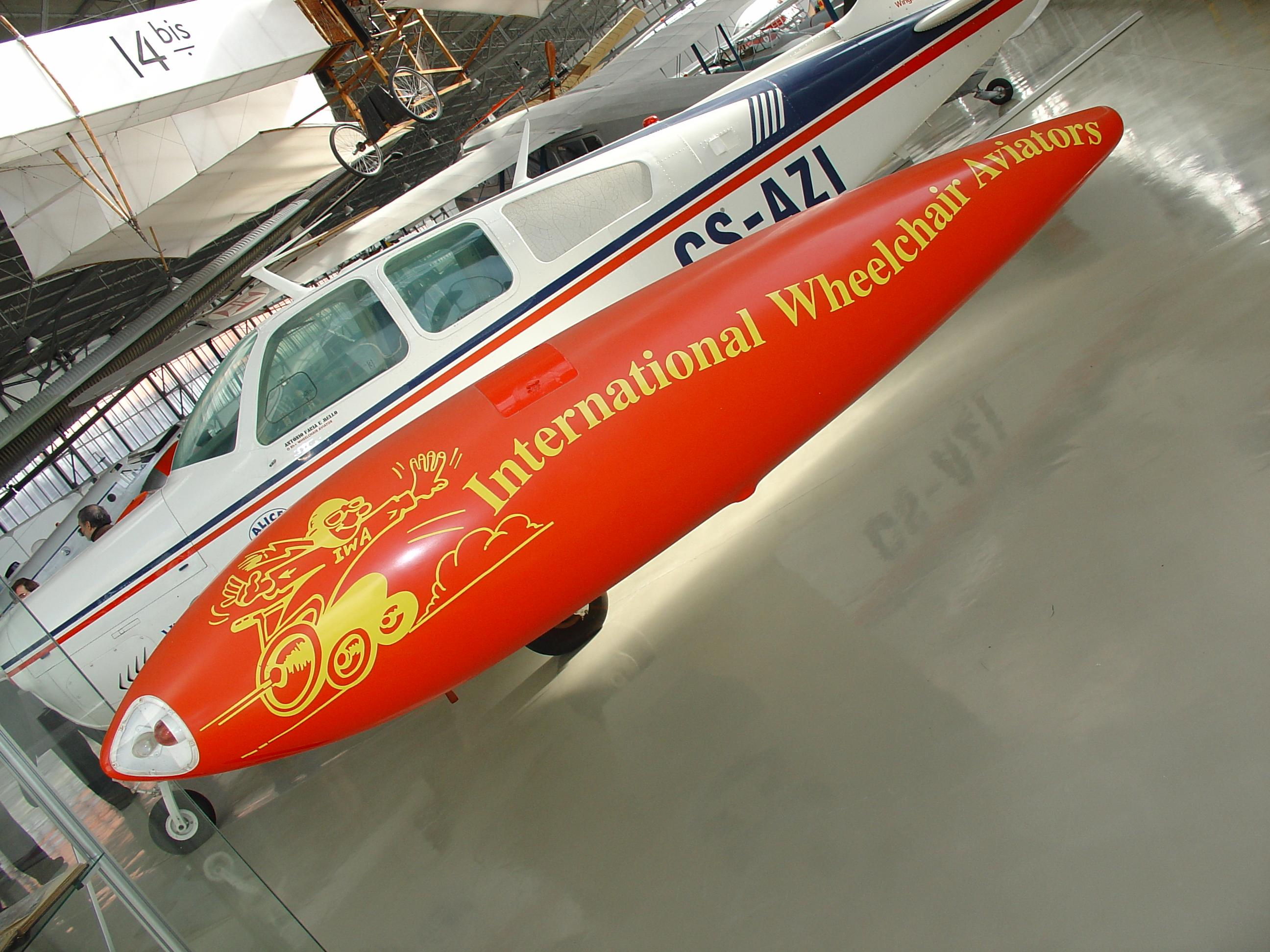
Avião Beechcraft Bonanza de António Faria e Mello, no Museu do Ar, em Sintra.

### Carreira militar e profissional
Pouco tempo depois de ter recebido o brevet, integrou-se na Força Aérea Portuguesa, onde concluiu o curso de piloto-aviador militar, tendo atingido a patente de oficial piloto aviador. Em seguida, saiu da força aérea, tendo trabalhado como comandante e piloto da Direcção de Exploração dos Transportes Aéreos, posteriormente Linhas Aéreas de Moçambique, onde utilizou aviões Dakota, Boeing 737 e Fokker F27. Trabalhou igualmente como piloto da empresa Transportes Aéreos Portugueses, e como piloto inspector no Serviço de Aeronáutica Civil de Moçambique e na Direcção Geral de Aeronáutica Civil de Portugal.
Em 1977, quando ainda trabalhava em Moçambique, foi até à África do Sul para ser submetido a uma operação na coluna vertebral, que não foi bem-sucedida, tendo sido forçado a passar o resto da sua vida numa cadeira de rodas. Regressou então a território nacional, onde iniciou uma carreira como agricultor na região do Alentejo entre 1978 e 1984. Nesse ano vendeu a sua propriedade, e empregou-se como técnico aeronáutico na Direcção Geral de Aviação Civil.
Cerca de 1988, Faria de Mello descobriu a história do aviador americano Rodewald, que foi o primeiro piloto paraplégico a dar uma volta ao mundo, e pouco depois deslocou-se à sede da California Weelchair Aviators, nos Estados Unidos da América, onde travou amizade com Rodwald e o presidente daquela associação, Bill Blackwood. Este encontro inspirou-o a voltar à carreira de piloto, tendo em 1989 conseguido que a Direcção Geral da Aviação Civil devolvesse a sua licença de voo. Iniciou depois uma série de viagens num avião Piper Cherokee, de forma a acumular horas de voo, para recuperar a sua licença de instrumentos. Em 1992 foi ao estado do Nevada, nos Estados Unidos da América para adquirir um avião Beechcraft Bonanza F-33, com cerca de 22 anos, que baptizou com o nome da sua mãe, Alice. O veículo foi modificado nos Estados Unidos com um novo motor e comandos adaptados de forma a não precisar das pernas para ser pilotado. Também foram colocados tanques de combustível nas pontas das asas e um outro de quatrocentos litros no sítio dos bancos traseiros, de forma a aumentar o seu alcance. Regressou a Portugal a bordo do avião, tendo atravessado sozinho o Oceano Atlântico, pelo Arquipélago dos Açores. Seguiram-se outras grandes viagens para ganhar experiência, incluindo, em 1993, o percurso entre Portugal e o Brasil de Sacadura Cabral e Gago Coutinho.
Foi o primeiro piloto aviador português a dar uma volta ao mundo sozinho, e o primeiro piloto português a duas voltas ao mundo sozinho. Também foi o primeiro piloto paraplégico europeu, e o segundo no mundo, a dar uma volta ao globo sozinho. Esta viagem foi em 1995, no sentido de Este para Oeste, utilizando apenas o avião Alice, tendo feito 52,5 mil quilómetros em 212,5 horas de voo. Foi o primeiro piloto paraplégico no mundo a completar duas voltas ao mundo, tendo a segunda viagem sido feita em 2003, igualmente no sentido de Este para Oeste, acompanhado por Delfim Costa, que seguiu num avião próprio, um Cessna Centurion. Foi igualmente o primeiro piloto paraplégico a sobrevoar todos os oceanos sozinho. O aparelho em que deu duas voltas ao globo, um Beechcraft Bonanza F-33, que foi doado pelos seus familiares ao Museu do Ar, em Sintra.
Foi membro do Aero Club de Portugal, sócio honorário da Sociedade de Geografia de Lisboa, e membro do clube dos Earthrounders.

### Falecimento
Faleceu em 6 de Outubro de 2006, na cidade de Lisboa.

## Homenagens
Em 4 de Janeiro de 1996, foi homenageado com o grau de comendador da Ordem do Infante Dom Henrique.
Em 29 de Novembro de 2003, foi um dos homenageados durante um evento da Rádio Televisão Portuguesa, no âmbito do encerramento do Ano Europeu das Pessoas com Deficiência. Também em 2003, recebeu o prémio Take-Off, na categoria de prestígio.